# Aftonbladet
Aftonbladet (deutsch Abendblatt) ist eine schwedische Boulevardzeitung mit Sitz in Stockholm.

## Geschichte und Ausrichtung

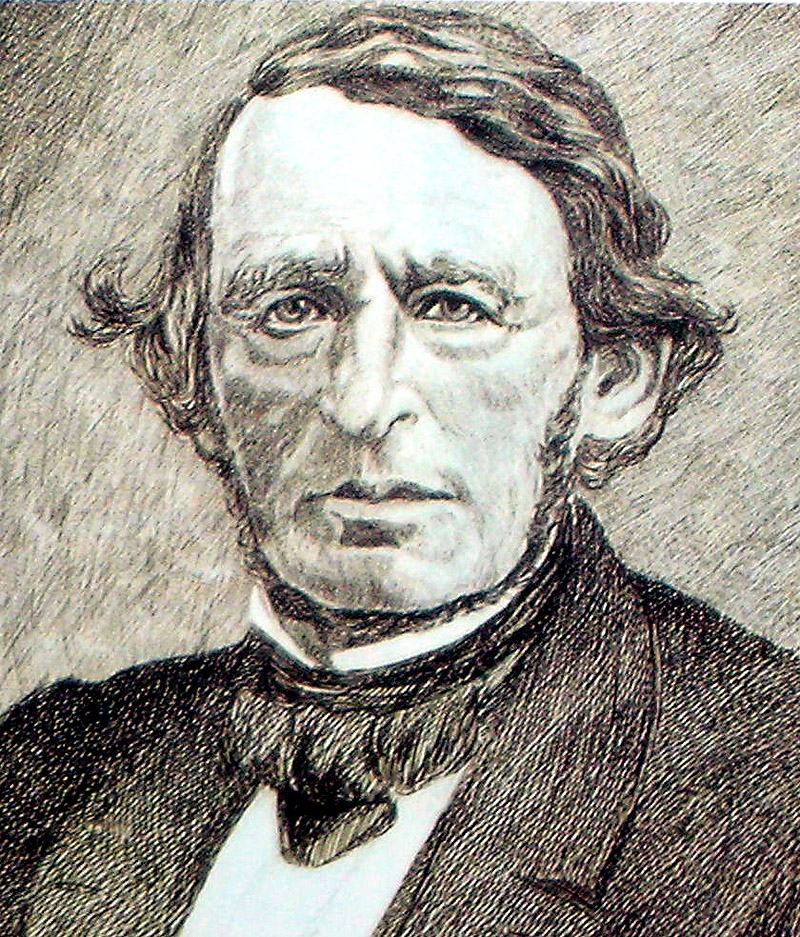
Lars Johan Hierta, Gründer des Aftonbladet

Aftonbladet wurde im Jahre 1830 von Lars Johan Hierta gegründet und bis 1851 geleitet. Er leitete durch seine Opposition zur persönlichen Macht des Königs eine neue Ära in der Geschichte der schwedischen Presse ein und wird dort als „der Bahnbrecher der freien Presse“ betrachtet. In der Stockholmer Munkbronstraße nahe dem ursprünglichen Sitz von Aftonbladet ließ der „schwedische Presseklub“ vom Bildhauer Christian Eriksson eine Statue für Hierta errichten. Die Zeitung war ursprünglich liberal und ausgeprägt antimonarchistisch, wurde aber im 20. Jahrhundert immer konservativer, um während des Nationalsozialismus und des Zweiten Weltkrieges offen für Deutschland Stellung zu nehmen. 1956 kaufte der schwedische Gewerkschaftsbund LO die Zeitung, die damit zum Sprachrohr der schwedischen Sozialdemokraten wurde. Seit Juni 2009 kontrolliert der norwegische Medienkonzern Schibsted 91 Prozent der Anteile an der Zeitung, während sich die restlichen neun Prozent der Aktien weiterhin im Besitz des Gewerkschaftsbundes befinden. 2015 wurde die Zeitung in einem Bericht für das UNHCR als linksgerichtet klassifiziert.

## Kontroversen

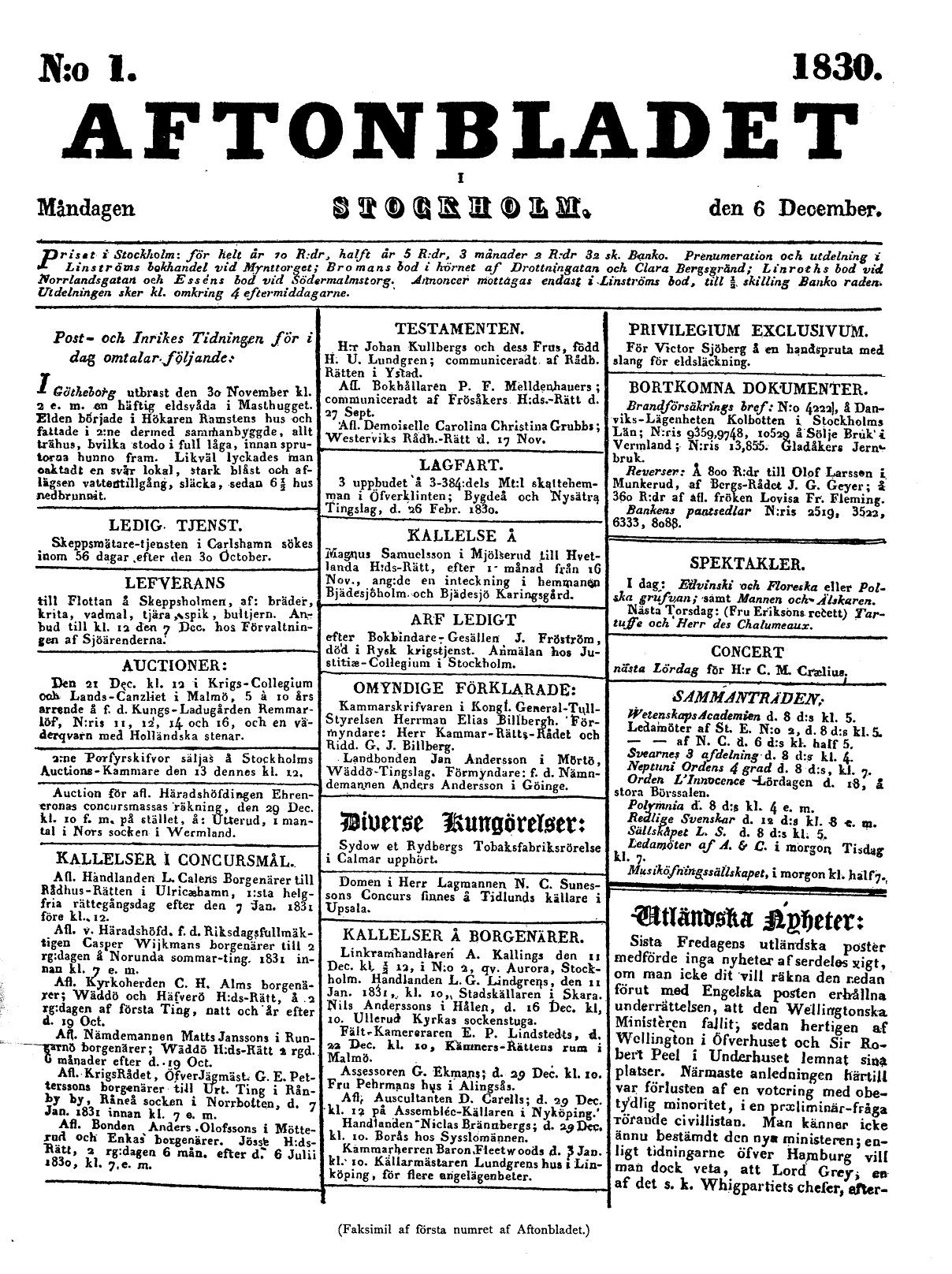
Titelseite der Erstausgabe vom 6. Dezember 1830

2009 führte ein Artikel über Organhandel in Israel zu diplomatischen Reaktionen seitens der israelischen Regierung gegenüber Schweden. Der Autor des Artikels konnte keine Belege vorlegen.